# Центр Брока
Центр Брока або Зона Брока — ділянка кори головного мозку, названа на честь французького антрополога і хірурга Поля Брока, що відкрив його в 1865 році (за іншими даними в 1861 році). Центр розташований у задньонижній частині третьої лобової звивини лівої півкулі (у правшів), роботою якого забезпечується моторна організація мовлення і переважно пов'язана з фонологічними та синтаксичними кодифікаціями. Центр Брока — це кінетико-моторний вербальний аналізатор, що переробляє насамперед пропріоцептивну інформацію. При ураженні цього центру виникає так звана афазія Брока (анартричний синдром), яка характеризується неможливістю об'єднання окремих мовних рухів в єдиний мовленнєвий акт.

## Цитоархітектоніка
За Корбініаном Бродманом (1868—1918) зона Брока відповідає полям Бродмана 44 та 45. Вважають, що ці два поля активно беруть участь у виконанні семантичних завдань, таких як смислове рішення задачі (визначення, чи є слово абстрактним чи конкретним поняттям) чи завдань на ув'язування дієслів з іменниками).

## Історія
Ернест Обертен (фр. Simon Alexandre Ernest Auburtin) — учень і зять французького хірурга Жана-Батиста Буйо (Jean-Baptiste Bouillaud), який на основі експериментальної роботи першим запідозрив роль лобових часток мозку в мові. Сам Обертен захищав цю тезу проти анатома і зоолога Луї П'єра Гратіоле на засіданні Товариства антропологів 4 квітня 1861 року в Парижі. Серед слухачів був Пол Брока, який цікавився цими питаннями й прагнув перевірити цю теорію на власних пацієнтах. Розтин М. Леборна, пацієнта з афазією (так званий пацієнт «Тан», оскільки це єдиний склад, який він міг вимовити), показав, що він мав ураження лівої лобової частки й зумів переконати Брока в правдивості теорії Буйо та Обертена.
У 1861 році Ернест Обертін описав випадок чоловіка, якій внаслідок невдалої спроби самогубства втратив частину черепа, через що мозок залишився відкритим. Під час своїх оглядів Обертін виявив, що якщо він натисне шпателем на мозок цього пацієнта, коли той говорить, його мова негайно припиняється. Коли тиск зменшується, пацієнт може знову говорити. Частина головного мозку, про яку йде мова, — це ліва лобова частка. Тому Обертін, ймовірно, підійшов до центру Брока.